# 西島城 (肥前国)

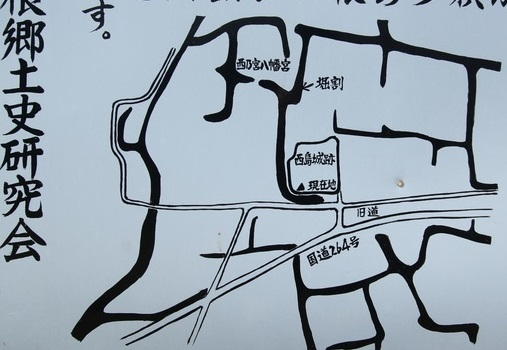
西島城の推定位置(主郭と想定される地域。)

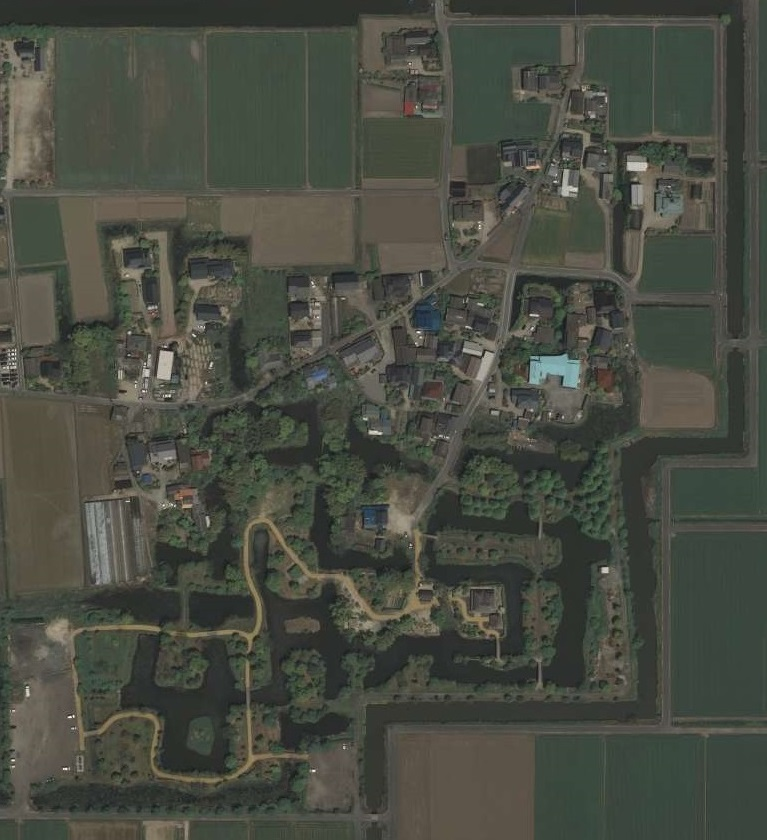
関連する城：横武城・横武環濠集落跡（現：横武クリーク公園）佐賀県神埼市神崎町横武にあり、横岳氏が築城。環濠集落としての残存遺構あり。

西島城（にしじまじょう、旧字体：西嶋城）は、佐賀県三養基郡みやき町西島にあった日本の城。

## 概要
筑後川に面した場所には筑紫平野には古代より、溝渠（クリーク）と呼ばれる堀に囲まれた数多くの環濠集落が存在していた。平安時代中期以降は、その地の豪族が各自の館を中心とする農村集落の内外を溝渠（クリーク）で囲み、環濠集落を築いている。　
西島城は、その環濠集落の一つでみやき町西島字四本松に、横岳氏により整備された溝渠（クリーク）発達地帯の平城である。立地は西の切通川と東の寒水川が筑後川で合流して防御に利用した水城でもあるともいえる。本丸は周囲よりも高く、水害時にも冠水することはないという。昭和28年西日本水害においても、この土地には浸水が及ばなかった。西島城の遺構で現存するのは、曲輪、濠のみである。
なお横岳氏の築いた城で遺構が残っている城として、横武城（現：横武クリーク公園）がある。類似の環濠集落を整備した平城であったと推測される。

## 平安・鎌倉時代
この地の豪族である西島氏が、佐賀県三養基郡みやき町西島に環濠集落を築いて拠点とした。

## 室町・戦国時代
文安元年（1444年）頃までに、少弐一門の横岳頼房が三根郡の拠点として西島の環濠集落を徐々に整備して、西島城の城郭を築いた。
明応6年（1497年）に、少弐政資が大内氏・渋川氏の軍に敗れて自刃した。政資の遺児の少弐資元は幼少だったので、少弐氏庶流の横岳資貞に西島城にて保護された。
永禄2年（1559年）の少弐冬尚が龍造寺隆信に敗れて、自刃して少弐氏は滅亡した。その後、横岳氏は北部九州の最大勢力の大友氏に従属的な立場で従いながら、少弐家再興のために少弐政興を擁立して竜造寺氏と対立を続けている。永禄年間(1558 - 70年)以降、龍造寺隆信は横岳鎮貞の守る西島城を攻めるが、何度も失敗している。天正2年頃から、大友氏は西島城に対龍造寺のための三つの援助を行っている。第一は、西島城の不足した城兵を補うためにより筑後人の軍勢(筑後上下之衆)が3 - 4か月の間交代で在城させてて、緊急の際は救援に向かう。第二は、鉄砲で濠の西島周辺では有効な武器であり、大手火矢と大鉄砲(大筒)も与えている。第三は、自力で兵糧は集めていたが、大友氏の支援も受けていた。
永禄11年（1575年）に西島城は籠城を諦めて龍造寺氏に降った。降伏したのは、擁立していた少弐政興が筑後出奔してた。一族の横岳頼続(頼次)が降伏の説得を行っていたからであった。

## 関連施設
西乃宮八幡宮 - 長徳2年(996年)に建立。寿永年間(1182年から1184年)に祭殿を八幡宮に社殿改築との伝あり。西島城の鎮守。当時は、西島城内あったとされる。
医王山光浄寺 - 嘉暦２年(1327年)に開山が空山自空、開基は板部氏。少弐氏祈願所、横岳氏菩提寺で同氏の墓所あり。